# Курсениеки
Курсениеки (латыш. kursenieki, kāpenieki; нем. Kuren) — почти вымершая этническая группа балтийского происхождения. Ранее проживали на Куршской косе, на территории бывшей Восточной Пруссии. Говорили на курсениекском наречии — практически вымершем диалекте латышского языка, а также на литовском и на немецком.

## История

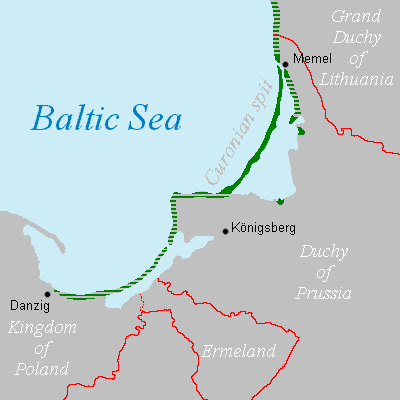
Распространение курсениеков в 1649 году

Потомки древнего племени куршей, которые ранее населяли Курсу. Когда в результате завоеваний тевтонских рыцарей Куршская коса стала практически необитаемой, в процессе различных миграций на протяжении XIV—XVII вв. часть жителей Курляндии поселились вблизи Мемеля и Самбии. Они сохранили своё старое название, а курши, оставшиеся жить в Курляндии, стали частью латышей.
Курсениеки были ассимилированы немцами. В конце XIX века их численность составляла 4000 человек.
В конце Второй мировой войны курсениеки вместе с большинством остального населения Восточной Пруссии были эвакуированы в Западную Германию, покинув Куршскую косу.

## Культура

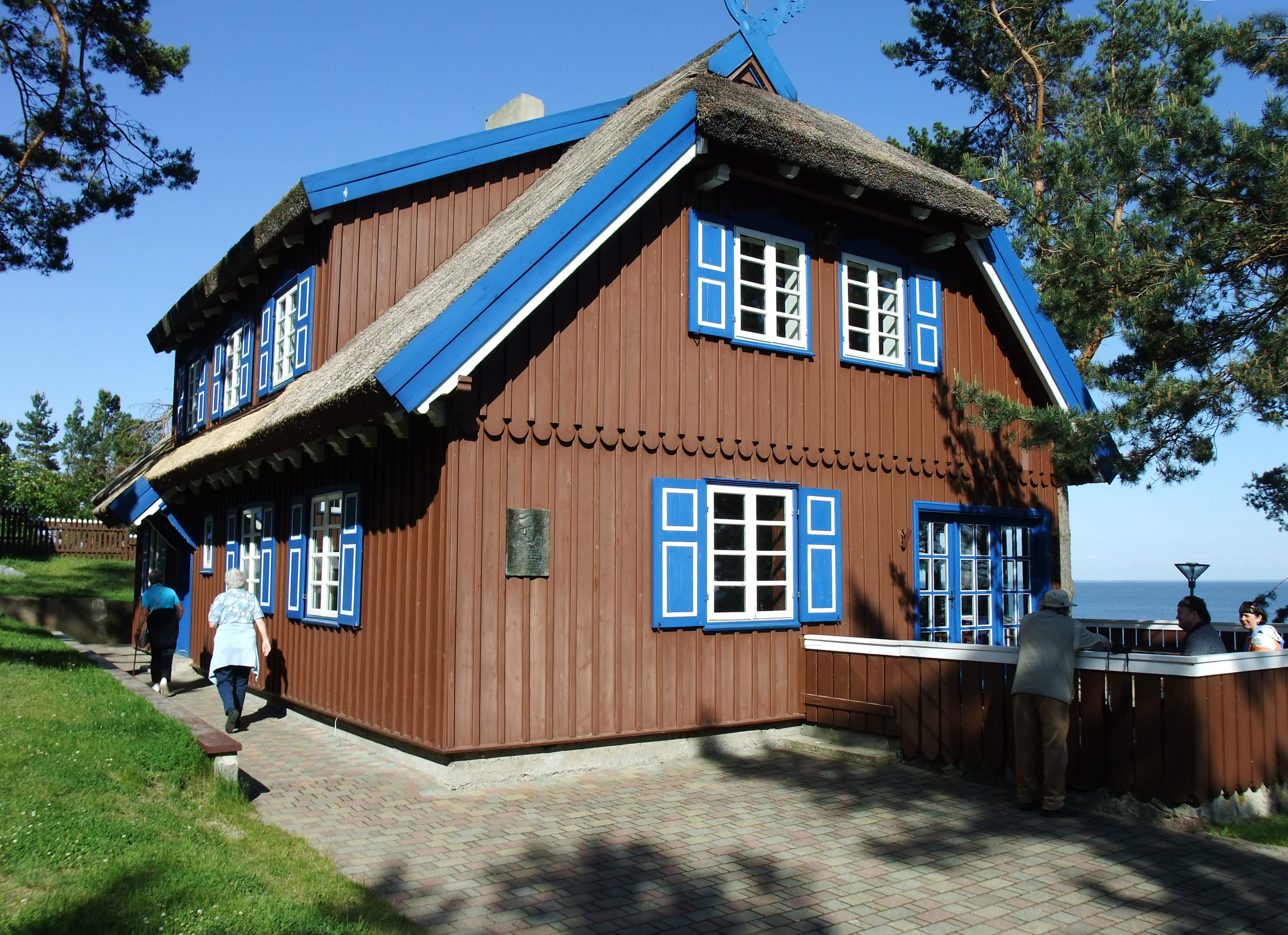
Курсениекский дом

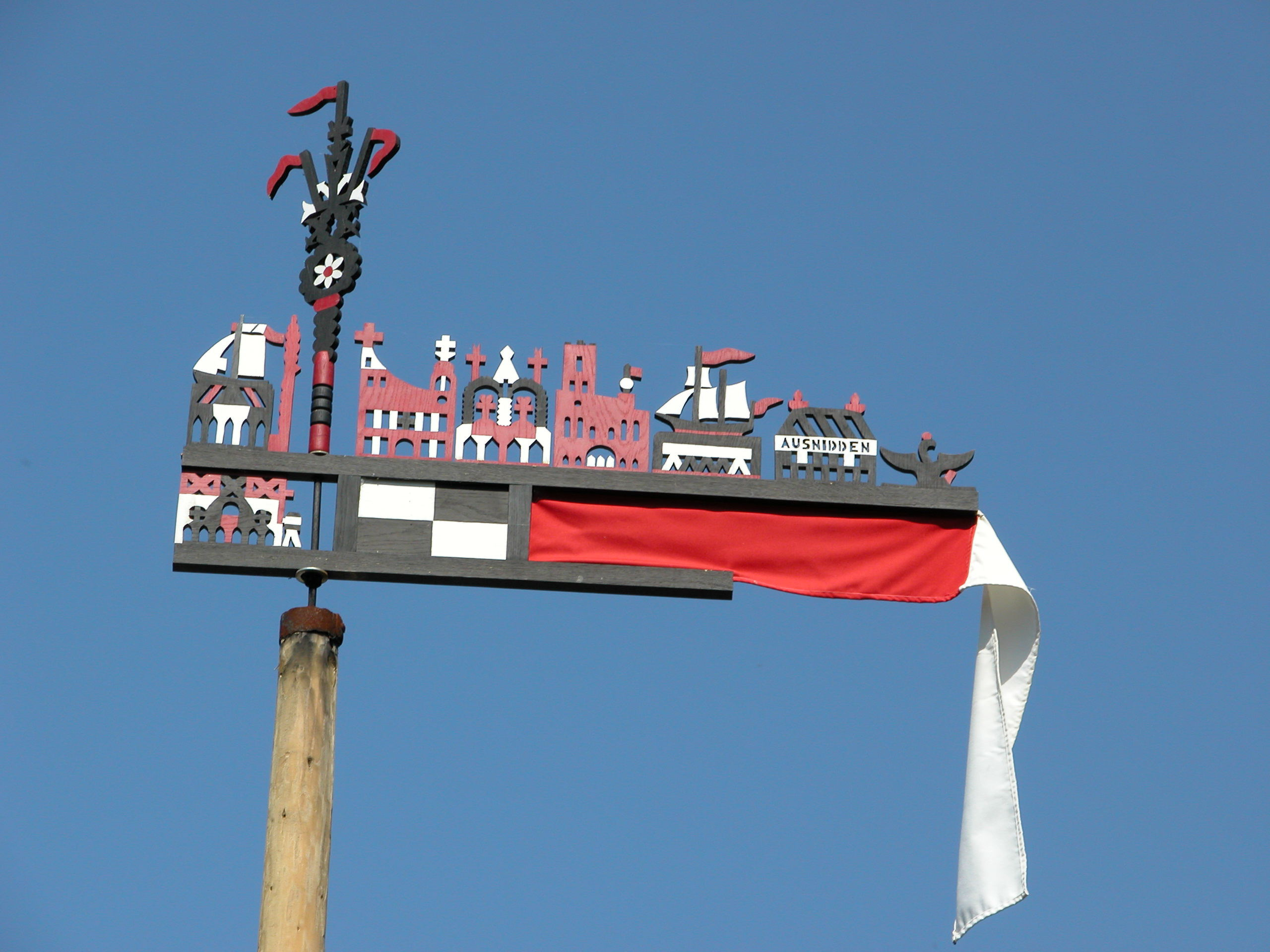
Курсениекский вымпел в Ниде

По вероисповеданию курсениеки являются лютеранами, как и большинство бывших жителей Восточной Пруссии, хотя некоторые древние языческие обычаи сохранялись. Большинство курсениеков были двуязычны, знали два и даже три языка: курсениекским языком они пользовались в семье и на рыбалке, немецким — в повседневном общении (на национальном уровне в Германии); в богослужении использовались немецкий и литовский языки. Большинство курсениеков были рыбаками (см. также куренас — традиционная лодка рыбаков Куршской косы, использовавшаяся до Второй Мировой войны). Первым, кто проявил интерес к их культуре, был Пауль Кваука, член движения территории Мемельланда. Его книга «Kurisches Wörterbuch» является весьма ценным источником информации. Работы, описывающие наследие курсениеков, продолжает один из оставшихся курсениеков Рихард Пич.